# Kārlis Mīlenbahs
Kārlis Mīlenbahs (auch: Mü(h)lenbach, Mühlenbachs oder Mīlenbachs) (* 6. Januarjul. / 18. Januar 1853greg. bei Kandava, Gouvernement Kurland; † 27. März 1916 in Võru, Gouvernement Livland) war ein Pädagoge, Homer-Übersetzer und der erste Sprachwissenschaftler lettischer Muttersprache.

## Leben
Kārlis Mīlenbahs studierte von 1876 bis 1880 an der Kaiserlichen Universität Dorpat klassische Philologie, konnte aber wegen seiner Armut nicht an der Universität bleiben.
Seine erste Veröffentlichung – ein Artikel im Heft 2 des Journals Pagalms (deutsch: Hof) – erschien noch unter dem Pseudonym Līgciemnieks (deutsch: Schwankendörfler).
Er unterrichtete von 1881 bis 1889 an der Grundschule in Talsi, danach bis 1895 am deutschsprachigen Gymnasium in Jelgava und ab Herbst 1895 am Rigaer Alexander-Gymnasium.

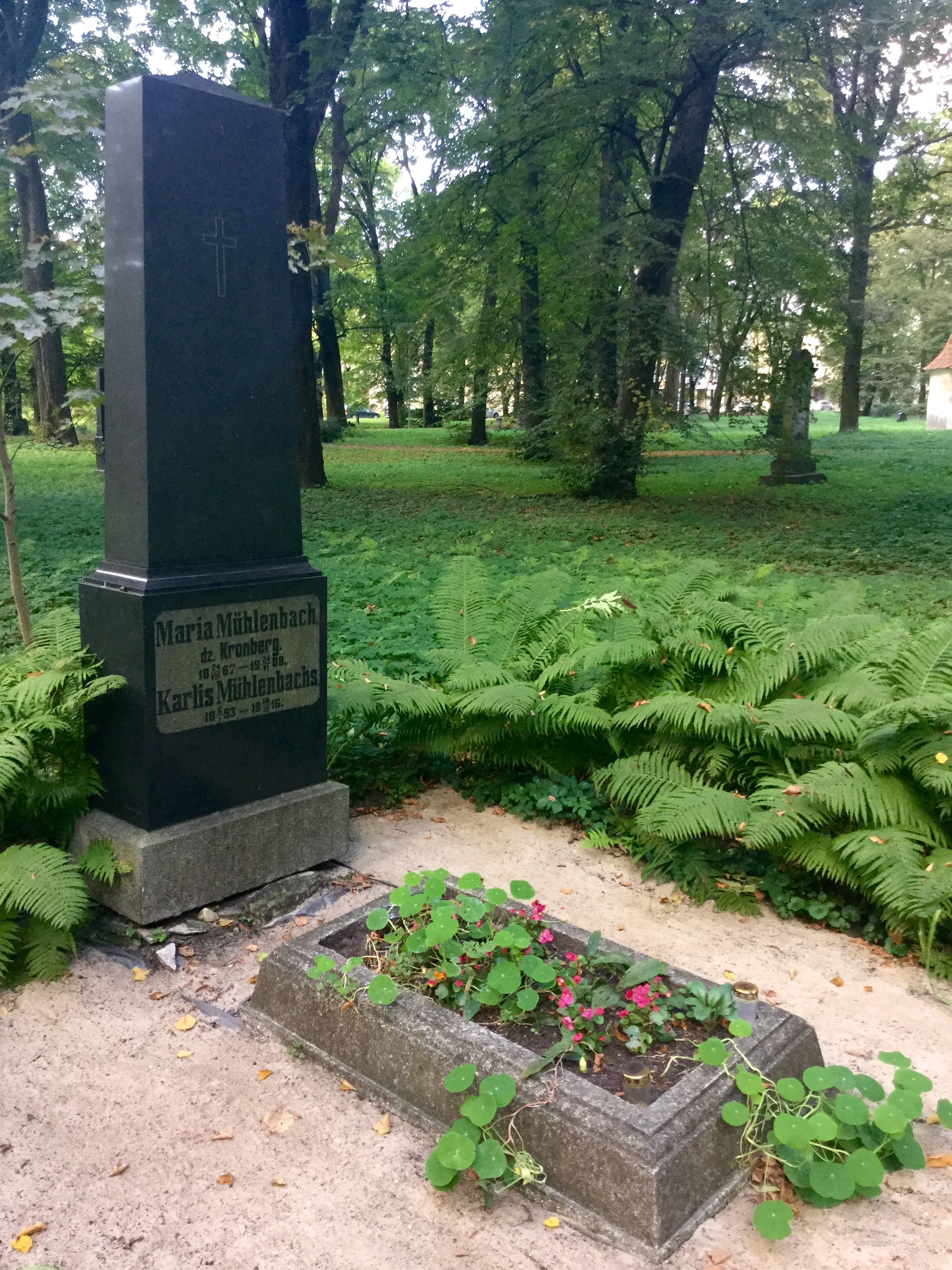
Grab auf dem Großen Friedhof in Riga

Er war Autor von über hundert wissenschaftlichen Artikeln über Sprache auf Lettisch, Russisch und Deutsch und Mitglied der Lettisch-Literärischen Gesellschaft. Seine wesentliche Leistung war jedoch ein lettisch-deutsches Wörterbuch, das bis heute die wichtigste lexikographische Arbeit über die lettische Sprache darstellt. Die vier Bände wurden postum zwischen 1923 und 1932 in Riga gedruckt. Das Wörterbuch wurde von Jānis Endzelīns erweitert und vollendet, mit dem zusammen Mīlenbahs auch andere Werke verfasste, so eine größere lettische Grammatik. Der Streit mit Rainis mündete in einen wichtigen Aufsatz über das Lettische in der Literatur. Mīlenbahs übersetzte u. a. die Odyssee (1890–1895).

## Ehrungen
Die Oberschule in Kandava erhielt 1936 den Namen Karl-Mühlenbach-Oberschule (lettisch: Kārļa Mīlenbaha vidusskola). Nachdem die sowjetische Besetzung Lettlands 1940 erfolgt war, wurde im Zweiten Weltkrieg kein Wert auf die Pflege der lettischen Sprache gelegt, und so wurde die Schule ab 1945 als Kandavaer Oberschule ohne Namenszusatz geführt. Erst seit 1996 trägt die Schule wieder den Namen von Kārlis Mīlenbahs.